# 3271 Ul
A 3271 Ul (ideiglenes jelöléssel 1982 RB) egy földközeli kisbolygó. Hans-Emil Schuster fedezte fel 1982. szeptember 14-én.